# Stanisław Maroński
Stanisław Maroński (ur. 30 kwietnia 1825 w Gnieźnie, zm. 12 lutego 1907 w Inowrocławiu) – historyk polski, profesor gimnazjalny.
W latach 1847–1852 studiował historię na Uniwersytecie Wrocławskim. Po studiach pracował w szkolnictwie na Pomorzu ucząc języka polskiego, historii i łaciny, w gimnazjach w Chełmnie, Chojnicach i Wejherowie.
Jako historyk zajmował się głównie obszarem nadbałtyckim, a w szczególnie interesowało go Pomorze i jego stosunki z Polską w przeszłości. W 1876 opublikował pracę w języku niemieckim Die stammverwandtschaftlichen und politischen Beziehungen Pommerns zu Polen bis zum Jahr 1227. Wykazał w niej liczne związki kulturalne, gospodarcze i polityczne łączące w średniowieczu Pomorze i Polską. Pisał także między innymi o chrześcijaństwie na Pomorzu (Nawrócenie Pomorza) oraz o Kaszubach i Kosznajdrach (O Kaszubach i O Kosznajdrach). Dowodem uznania zasług badawczych w środowisku historyków było zaproszenie w 1880 na uroczystości ku czci Długosza, połączone z kongresem historycznym w Krakowie.
Jego syn, który urodził się w 1857, dostał po ojcu imię Stanisław; do 1863 r. Maroński miał jeszcze czworo innych dzieci. W 1872 z przyczyn zdrowotnych przeszedł na emeryturę i zamieszkał w Poznaniu. Kontynuował działalność wydając książki i eseje historyczne. Gdy 14 września 1874 zmarła jego żona Leokadia pozostawiając pięcioro dzieci, Maroński przeniósł się na krótko do Nowego koło Świecia, a następnie do Pelplina. Na koniec zamieszkał w Inowrocławiu, gdzie zmarł w wieku 82 lat.
Jako pedagog współpracował z Towarzystwem Pomocy Naukowej, w którym zajmował się opiniowaniem kandydatów do stypendium. W 1871 założył w gimnazjum wejherowskim ogniwo konspiracyjnej organizacji uczniowskiej - kółko filomackie "Wiec". Zasłużył się także stworzeniem biblioteki polskiej dla uczniów.
Swój czas obok pracy historycznej poświęcał również malarstwu, głównie portretując znane osobistości. 

## Prace
- O sołtysach w Polsce“ (Über das Schulzenamt in Polen, 1851),
- „De auguribus Romanis“ (1859),
- „Die stammverwandtschaftlichen und politischen Beziehungen Pommerns zu Polen bis zum Jahr 1227“ (1876),
- „O nawróceniu Pomorzan“ (Über die Bekehrung der Pommern 1874), Einige linguistisch-historische Bemerkungen und Exkurse anlässlich der Schrift Philippis:
- „Die von der Marwitz“ (1840),
- Słowianie meklemburscy (Die mecklenburgischen Slaven 1831),
- „Rozbiór krytyczny Libri Beneficiorum Jana Laskiego“ (Kritische Analyse der Libri Beneficiorum des Johann Laski 1882),
- „Herodots Gelonen keine preußisch-litauische Völkerschaft“ (1883),
- „O założeniu biskupstwa Lebus“ 1883,
- „Obraz ekonomiczno-statystyczny Archidyecezyi Gnieznieńskiéj w wieku XVI“ (Ökonomisch-statistische Verhältnisse der Erzdiözese Gnesen im XVI. Jahrhundert, 1883), Jan Laski,
- „Prymas“ (prymas Jan Łaski), 1884